# أنيلي

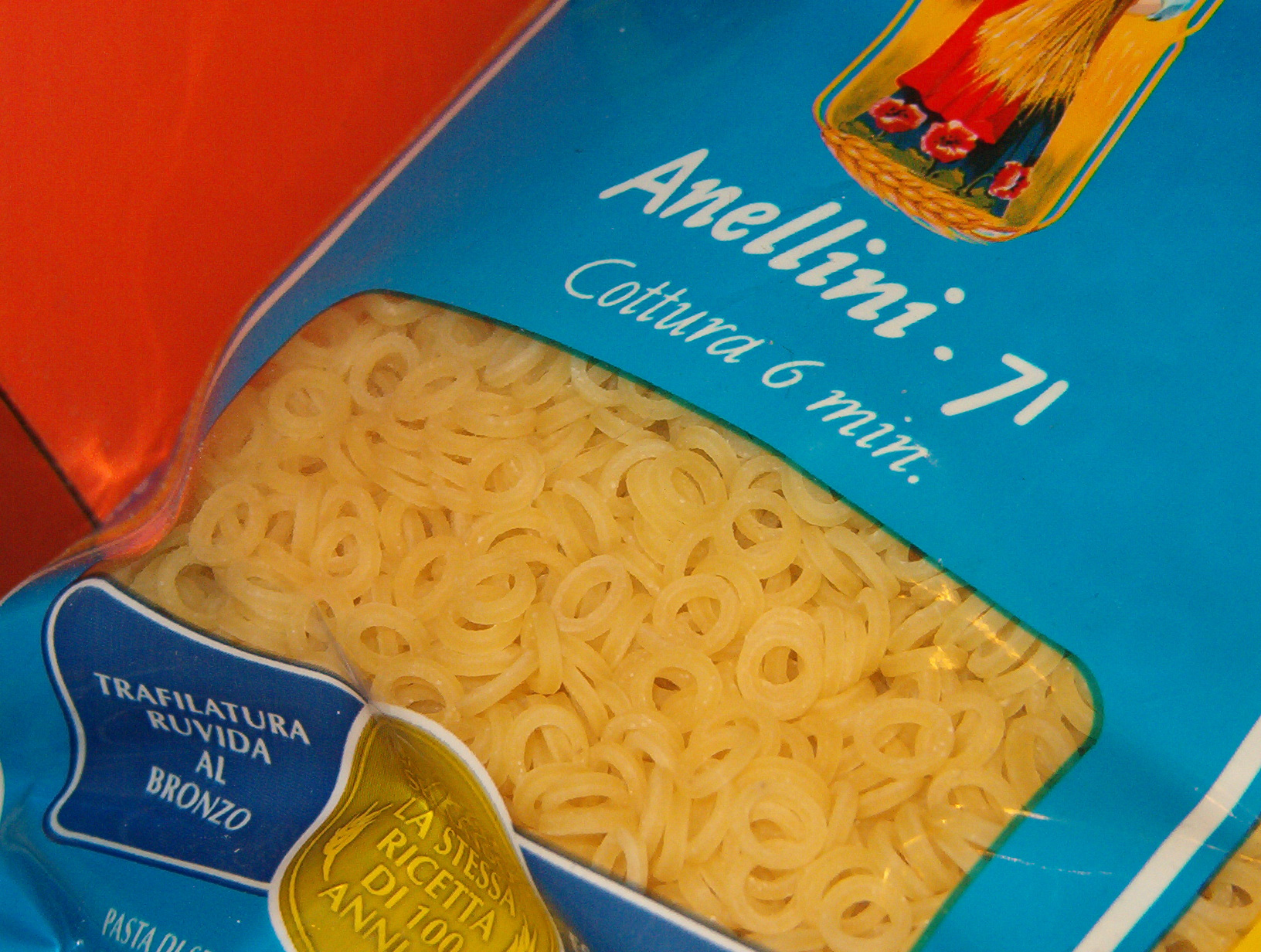
آنيلي، خواتم، في أحدى بقالات مدينة البندقية

آنيلي (Anelli) (وتسمى أيضا أنيليتي anelletti) هو نوع من المعكرونة التي تأتي على شكل خواتم صغيرة ورقيقة. وهي غالباً تستخدم مع الحساء وسلطات المعكرونة. النوع الأصغر من هذا الشكل يسمى أنيليني (anellini) وتعني الخواتم الصغيرة، وهي عبارة عن ربع الحجم العادي. معكرونة أنيلي تستخدم في   إنتاج معكرونة سباغيتي-أو (Spaghetti-O) من شركة كامبل الفرنسية-الأمريكية.[بحاجة لمصدر]